# Robert Hervé
Robert Hervé, né le 10 septembre 1910 à Marseille et mort le 5 août 1999 à Papeete est un officier français de la Seconde Guerre mondiale et Compagnon de la Libération.

## Biographie
Né à Marseille, licencié en droit, Robert Hervé effectue son service militaire en 1932 au 9e Bataillon de Chasseurs où il finit sergent breveté chef de section. Il déménage en Polynésie française en 1934 pour y seconder son oncle Armand Hervé, commerçant. 

### Parcours militaire
Il se retrouve mobilisé à la déclaration de guerre, en septembre 1939, au sein de la Compagnie Autonome d'Infanterie Coloniale de Tahiti, commandée depuis juillet 1939 par le capitaine Félix Broche. Ayant entendu l'appel du 18 juin, il est un an plus tard un des premiers à soutenir le ralliement de la colonie à la France Libre, survenu le 2 septembre 1940. Engagé au sein du corps expéditionnaire du capitaine Broche avec le grade de sous-lieutenant, il quitte Tahiti le 21 avril 1941 avec le contingent polynésien, qui à compter de sa jonction avec le contingent calédonien donnera naissance au Bataillon du Pacifique. En tant qu'adjoint au chef de corps de la troisième compagnie, Robert Hervé suit la route de son bataillon jusqu'à la bataille de Bir Hakeim, à l'issue de laquelle il est blessé et fait prisonnier. Emmené en Italie, il y est retenu au camp de Sulmona. Sa troisième tentative d'évasion fut la bonne, le 12 septembre 1943, et après un mois passé dans le maquis dans les Apennins, il retrouve son bataillon. Il combat ensuite en Italie, en Provence, en Alsace et dans l'Authion.
Arrivé à Paris le 12 mai 1945, il y retrouve les volontaires du Pacifique relevés en novembre 1944 lors de la relève coloniale. Il prend en septembre 1945 le commandement de la Compagnie Autonome du Pacifique, dont le but est de rapatrier les volontaires survivants à Tahiti et en Nouvelle Calédonie.

### Après la guerre
Débarqué à Papeete par le Sagittaire le 5 mai 1946, Robert Hervé exerce après guerre plusieurs fonctions commerciales et politiques jusqu'à sa retraite. Il sera entre autres négociant, président de la chambre de commerce et d'industrie de Polynésie Française, président du Conseil d'Administration du Port de Papeete et Consul honoraire du Danemark à Tahiti. Il meurt à Papeete le 5 août 1999 et est inhumé au Cimetière de l'Uranie.

## Décorations
Décorations françaises
- Commandeur de la Légion d'honneur
- Compagnon de la Libération (décret du 16 octobre 1945)
- Médaille militaire
- Croix de guerre 1939–1945
- Médaille de la Résistance française, avec rosette
- Médaille des évadés
- Chevalier de l'ordre du Mérite agricole
- Médaille coloniale
- Commandeur de l'ordre de Tahiti Nui (1997)
- Médaille commémorative des services volontaires dans la France libre

Décorations étrangères
- Chevalier de l'ordre de Dannebrog (Danemark)

## Évolution en grade
- 2e classe : 15 octobre 1932 [2]
- Caporal-chef : 16 avril 1933
- Sergent : 15 octobre 1933
- Sergent-chef de réserve : 11 août 1940
- Sous-lieutenant de réserve : 1er octobre 1940
- Lieutenant : 15 septembre 1941
- Capitaine : 25 septembre 1944